# Lyra Belacqua
Lyra Belacqua is een personage uit de trilogie Het gouden kompas van de Britse schrijver Philip Pullman. Ze is een van de hoofdpersonages en komt in alle drie de boeken voor. In de film wordt haar rol vertolkt door Dakota Blue Richards. In de televisieserie wordt haar rol vertotkt door Dafne Keen.

## Biografie
Lyra is de 12-jarige dochter van Lord Asriel en Marisa Coulter. Lyra groeide op in het fictieve Jordan College in Oxford tussen de studenten en professoren. Ze dacht altijd dat haar ouders waren omgekomen in een vliegongeluk en dat Lord Asriel haar oom was. Als ze bij een groep zigeuzen is, krijgt ze van Lord Faa te horen hoe het werkelijk zit.
Ze heeft donkerblond haar en blauwe ogen. Ze is erg intelligent en weet in lastige situaties het hoofd vaak koel te houden. Waar ze aan het begin van de serie nog 11 is, is ze aan het einde 13.
Lyra's dæmon heet Pantalaimon, kortweg Pan. Hij is een goede vriend van Lyra en kan van vorm veranderen, omdat Lyra nog een kind is. Pantalaimon heeft in de serie veel gedaantes, waaronder die van een sneeuwwitte hermelijn, een vlinder en een muis. Als Lyra in het laatste deel de Dodenwereld gaat betreden, moeten zij en Pantalaimon tijdelijk uit elkaar gaan, wat bij allebei veel pijn veroorzaakt.